# سفين هوفمايستر
سفين هوفمايستر (بالألمانية: Sven Hoffmeister)‏ هو لاعب كرة قدم ألماني في مركز حراسة المرمى، ولد في 13 أكتوبر 1970 في هانوفر في ألمانيا. لعب مع فيهين فيسبادن وماينتس 05 ونادي ساندهاوزن ونادي هسن كاسل.

## وصلات خارجية
- سفين هوفمايستر على موقع قاعدة بيانات كرة القدم.إي يو (الإنجليزية)
- سفين هوفمايستر على موقع بيانات كرة القدم. دي إي (الألمانية)
- سفين هوفمايستر على موقع عالم كرة القدم.نت (الإنجليزية)